# Lithoscaptus prionotus
Lithoscaptus prionotus is een krabbensoort uit de familie van de Cryptochiridae. De wetenschappelijke naam van de soort is voor het eerst geldig gepubliceerd in 1994 door Kropp.